# Tony Dreyfus
Pour les articles homonymes, voir Dreyfus.
Tony Charles Louis Dreyfus, né le 9 janvier 1939 à Paris 16e et mort le 26 avril 2023 à Paris 7e, est un homme politique et avocat français.

## Biographie

### Jeunesse et famille
Tony Dreyfus naît le 9 janvier 1939 dans le 16e arrondissement de Paris. Il est le fils de Louis Dreyfus et Winifred Gabbaï. Entré dans la vie publique à 20 ans, il fut l’un des animateurs de l’UNEF jusqu’en 1963,.
Marié à Françoise Fabre-Luce, fille de l'écrivain Alfred Fabre-Luce, il est père de cinq enfants, dont l'écrivaine Pauline Dreyfus et l'homme de médias Louis Dreyfus.

### Carrière
Avocat depuis le 5 mai 1965, Tony Dreyfus commence à travailler dans le cabinet de Robert Badinter. Il est notamment l’avocat de la CFDT et des ouvriers de l’usine Lip de Besançon.

### Parcours politique

#### Débuts
Il adhère au Parti socialiste unifié en 1965, puis au Parti socialiste en 1974,.
Il est battu aux élections législatives de 1968 dans le 18e arrondissement de Paris puis aux élections municipales de 1977 à Troyes.
Conseiller de Paris et du 10e arrondissement à partir de 1989, Tony Dreyfus est secrétaire d'État de 1988 à 1991 au sein du gouvernement de Michel Rocard, dont il est proche, chargé de l'économie sociale, et, en particulier du RMI, de la CSG ou du développement des mutuelles.
En 1995, il est élu maire du 10e arrondissement de Paris et devient député lors des législatives de juin 1997. Il est réélu député le 16 juin 2002, pour la XIIe législature (2002-2007), dans la cinquième circonscription de Paris, ainsi qu'en juin 2007 contre l'UMP Lynda Asmani avec 17 391 voix (63,19 %).

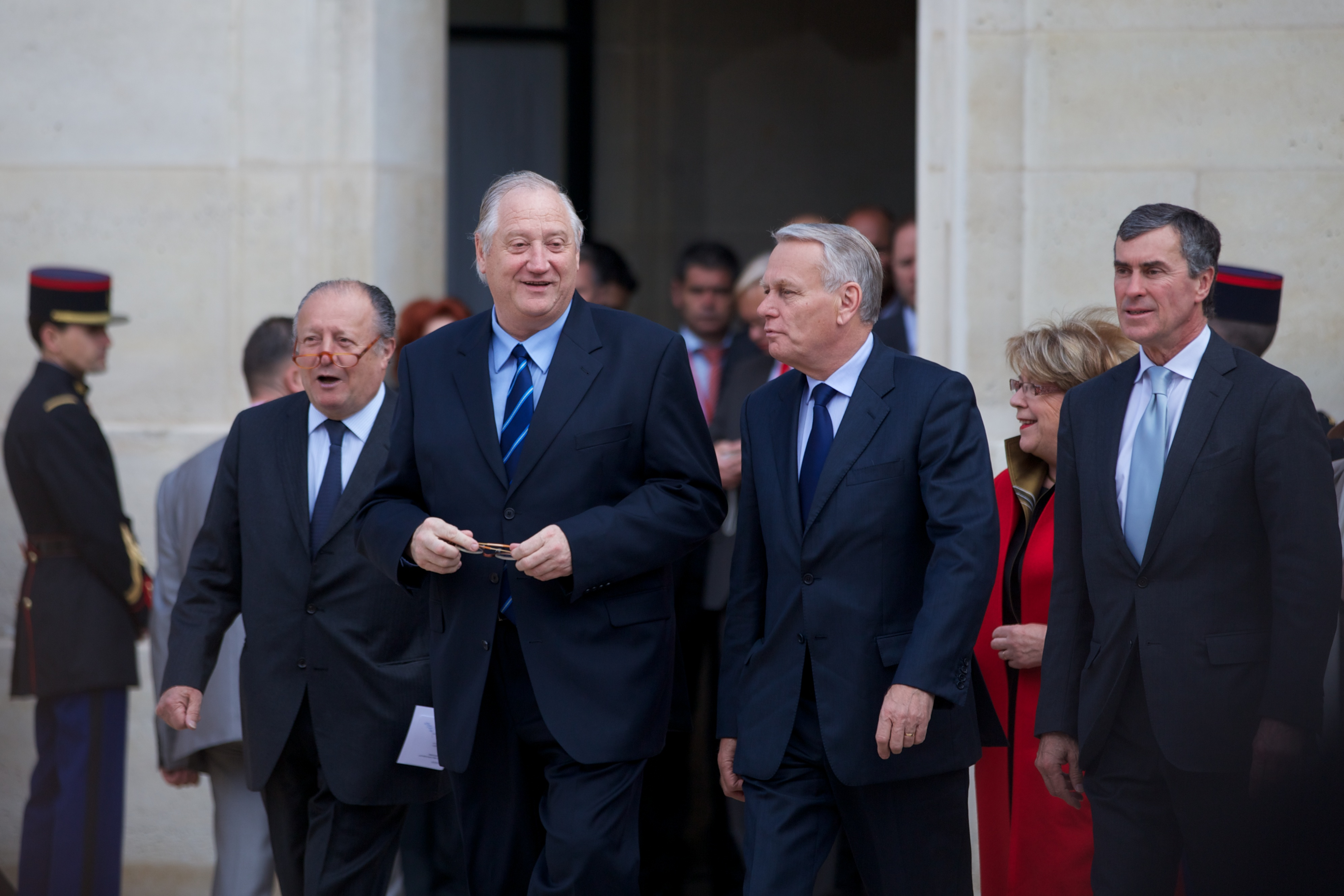
Tony Dreyfus aux côtés de Jean-Pierre Balligand, Jean-Marc Ayrault et Jérôme Cahuzac dans la cour d'honneur du Palais de l'Élysée lors de la Cérémonie d'investiture du président de la République française le 15 mai 2012.

À l’Assemblée nationale, il est membre de la commission des Finances et rapporteur spécial du budget 2002 du ministère de l’Intérieur.
Devant les militants de la section socialiste, Tony Dreyfus s'engage, en mai 2006, à ne pas briguer de nouveau mandat à la tête de la mairie en 2008 et de mettre ainsi un terme à une situation de cumul.
En 2003, il participe à l'association À gauche, en Europe, fondée par Michel Rocard et Dominique Strauss-Kahn.
Réélu lors des élections législatives de juin 2007 dans la 5e circonscription de Paris, il est membre de la commission des Affaires étrangères et vice-président de l'Assemblée nationale de 2009 à 2010.
Élu par ses pairs à la Cour de justice de la République, il est l'un des douze juges parlementaires à siéger pour le procès de Charles Pasqua relatif aux affaires du siège de GEC-Alsthom, de la Sofremi et du casino d'Annemasse.

### Mort

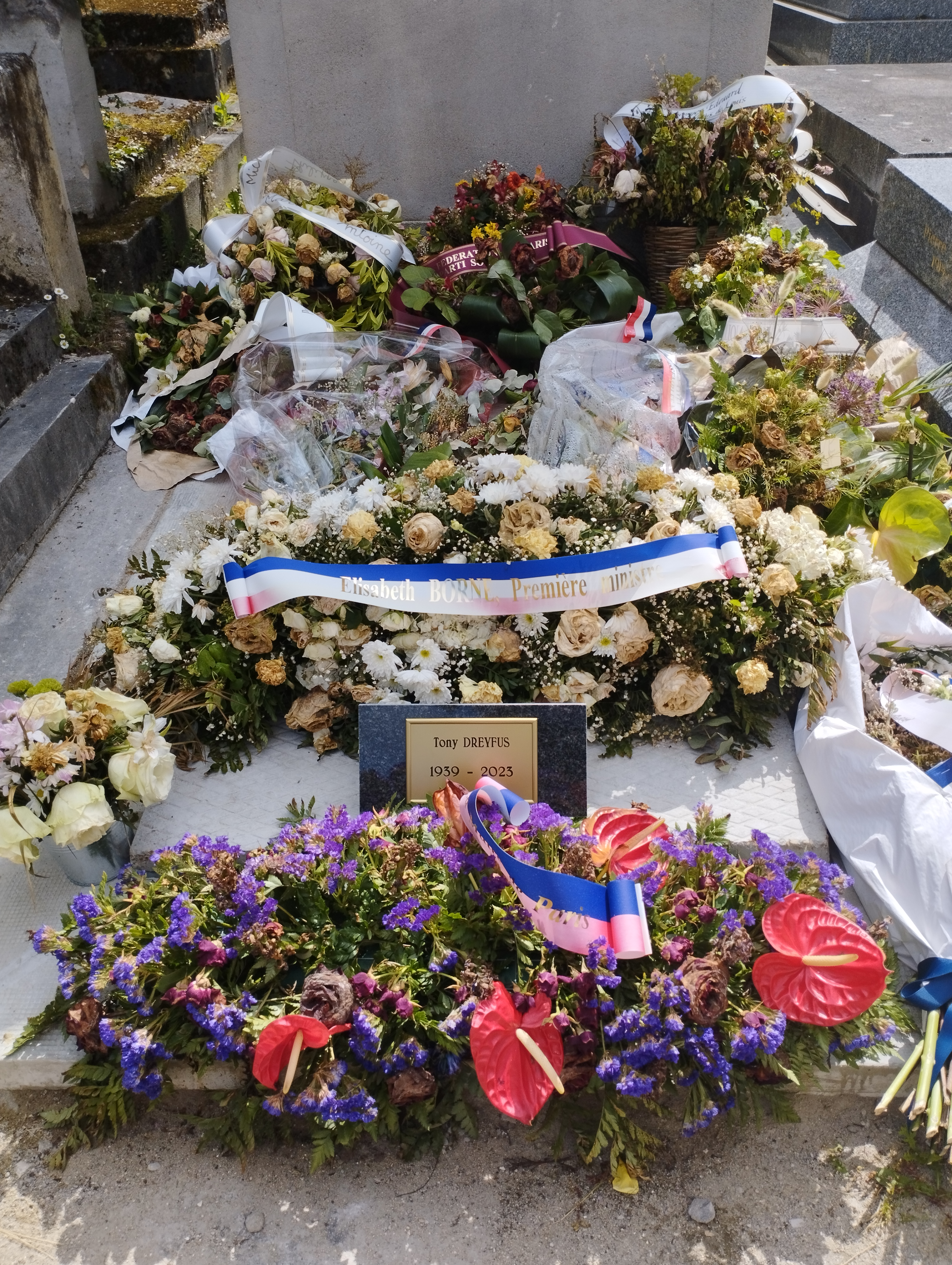
Tombe de Tony Dreyfus au cimetière du Montparnasse (division 2).

Tony Dreyfus s'éteint le 26 avril 2023 dans le 7e arrondissement de Paris,, à l'âge de 84 ans. La maire de Paris, Anne Hidalgo, salue la mémoire d'un « ami généreux, bienveillant […] ayant participé à la formidable aventure de la gauche à Paris », et la maire du 10e arrondissement, Alexandra Cordebard, évoque quant à elle « l’homme qui fit gagner la gauche dans le 10e ».
Il est inhumé au cimetière du Montparnasse (division no 2).

## Synthèse des fonctions et mandats

### Au gouvernement
- 14/05/1988 - 23/06/1988 : secrétaire d'État auprès du Premier ministre
- 29/06/1988 - 16/05/1991 : secrétaire d'État auprès du Premier ministre

### À l'Assemblée nationale
- 01/06/1997 - 18/06/2002 : député de la 5e de Paris
- 18/06/2002 - 17/06/2007 : député de la 5e de Paris
- 17/06/2007 - 19/06/2012 : député de la 5e de Paris
- 06/10/2009 - 05/10/2010 : vice-président de l'Assemblée nationale
- 05/10/2010 - 19/06/2012 : secrétaire de l’Assemblée nationale

### À la ville de Paris
- 19/06/1995 - 18/03/2001 : membre du conseil général de Paris
- 20/03/1989 - 18/06/1995 : membre du conseil de Paris
- 18/06/1995 - 18/03/2001 : membre du conseil de Paris
- 19/03/2001 - 16/03/2008 : membre du conseil de Paris
- 25/06/1995 - 18/03/2001 : maire d'arrondissement du 10e arrondissement de Paris
- 19/03/2001 - 16/03/2008 : maire d'arrondissement du 10e arrondissement de Paris

### Au conseil régional d'Île-de-France
- 23/03/1992 - 01/07/1995 : membre du conseil régional d'Île-de-France

## Décoration
- Chevalier de la Légion d'honneur (1987)
- Officier de la Légion d'honneur (2013), en tant qu'ancien député de Paris, ancien vice-président de l'Assemblée nationale[9].

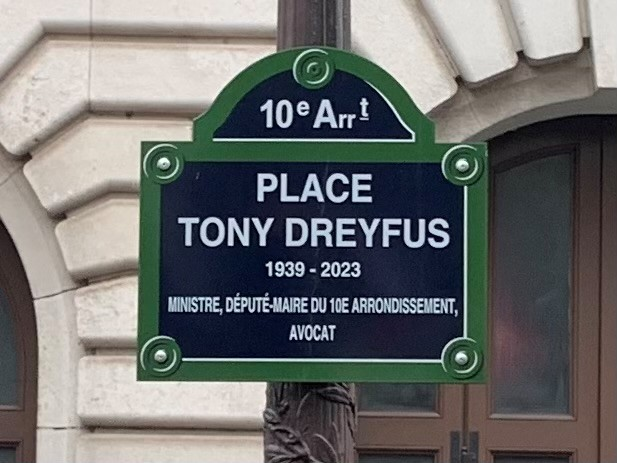
Plaque de la place.

## Hommage
Depuis décembre 2023, une place porte son nom dans le 10e arrondissement de Paris, située à l'intersection entre la rue du Château-d'Eau et la rue Bouchardon, face au marché Saint-Martin.

## Synthèse des résultats électoraux

### Élections législatives
| Année | Parti  | Parti | Circonscription | 1er tour | 1er tour | 1er tour | 2d tour | 2d tour | 2d tour | Issue |
| Année | Parti  | Parti | Circonscription | Voix     | %        | Rang     | Voix    | %       | Rang    | Issue |
| ----- | ------ | ----- | --------------- | -------- | -------- | -------- | ------- | ------- | ------- | ----- |
| 1968  |        | PSU   | 26e de Paris    | 2 327    | 7,49     | 4e       |         |         |         | Battu |
| 1997  |        | PS    | 5e de Paris     | 7 197    | 29,68    | 2e       | 13 767  | 53,55   | 1er     | Élu   |
| 2002  | 10 357 | PS    | 5e de Paris     | 37,10    | 1er      | 15 166   | 59,83   |         | 1er     | Élu   |
| 2007  | 10 865 | PS    | 5e de Paris     | 36,31    | 1er      | 17 391   | 63,19   |         | 1er     | Élu   |